# Hovenia acerba
Hovenia acerba är en brakvedsväxtart som beskrevs av John Lindley. Hovenia acerba ingår i släktet Hovenia och familjen brakvedsväxter. Utöver nominatformen finns också underarten H. a. kiukiangensis.

## Bildgalleri

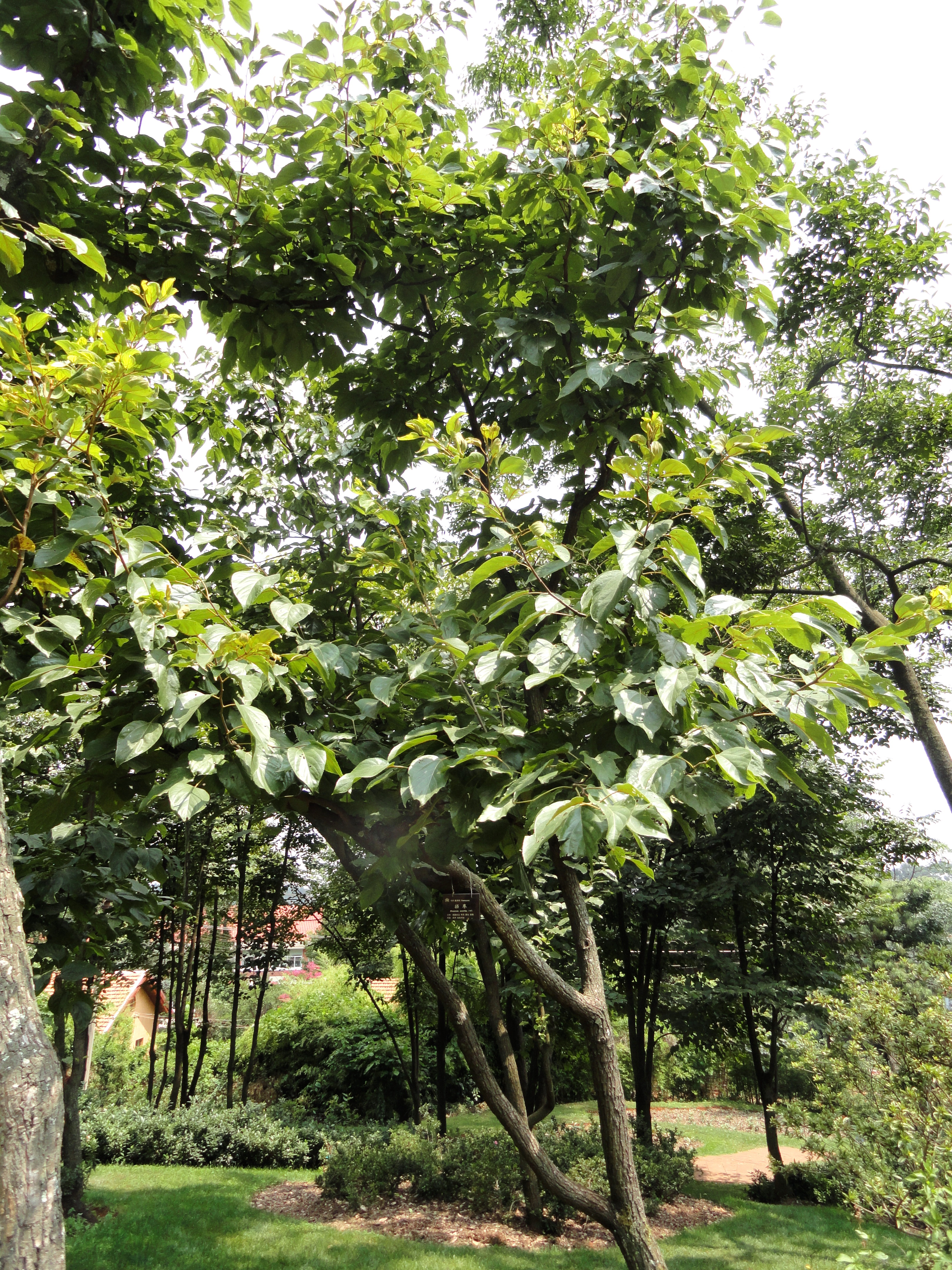
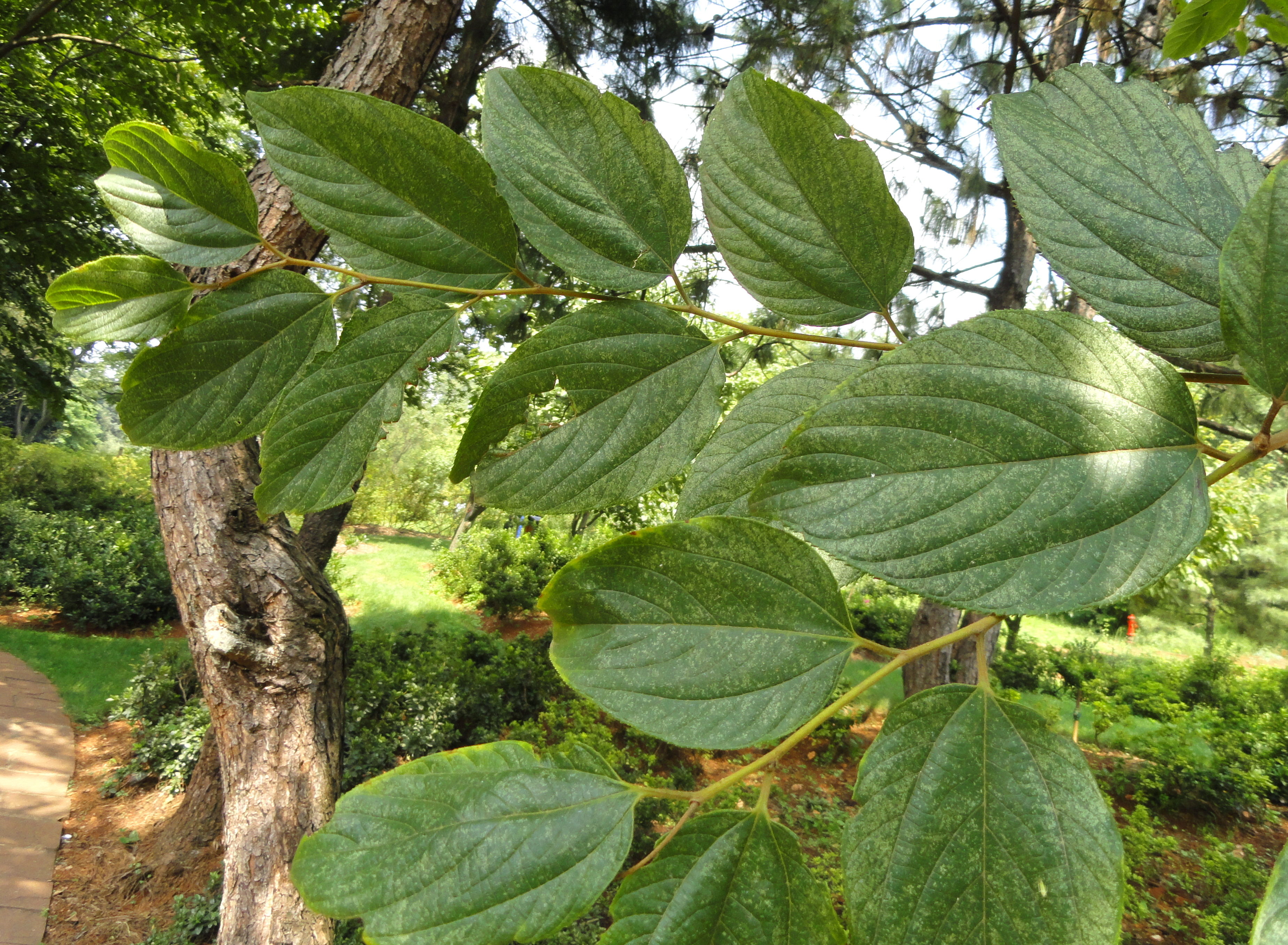
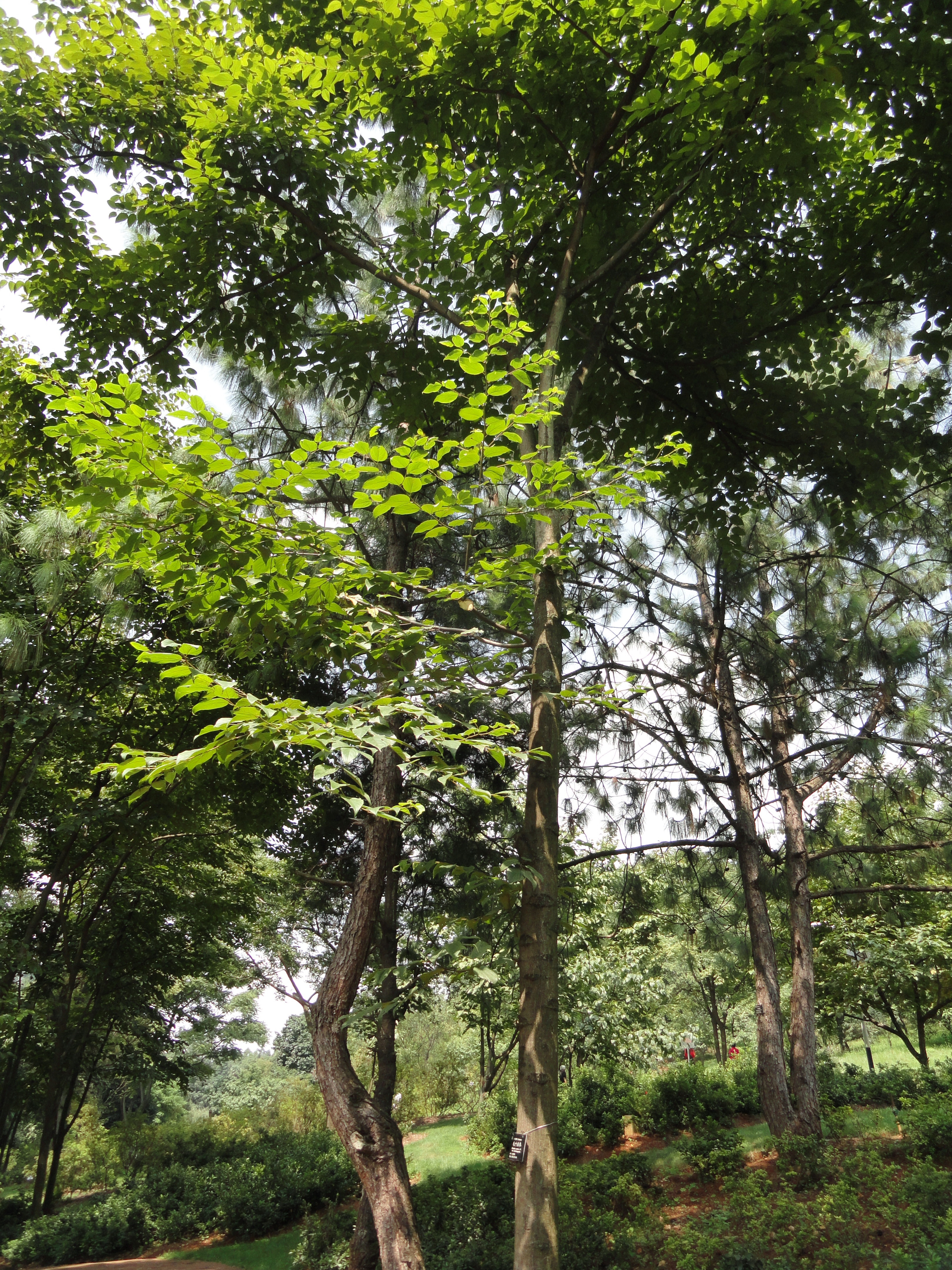